# Hemerobius ovalis
Hemerobius ovalis is een insect uit de familie van de bruine gaasvliegen (Hemerobiidae), die tot de orde netvleugeligen (Neuroptera) behoort. 
Hemerobius ovalis is voor het eerst wetenschappelijk beschreven door Carpenter in 1940.